# オレ・イヴァ・ロヴァス
オレ・イヴァ・ロヴァス（Ole Ivar Lovaas、ノルウェー語表記：Løvaas、1927年5月8日 - 2010年8月2日）は、ノルウェー出身のアメリカの心理学者であり、応用行動分析を自閉症の治療に応用した研究で知られる。UCLA Young Autism Projectの創設者であり、早期集中行動介入（EIBI、別名：ロバース法）の開発者として、世界中の自閉症支援に影響を与えた。

## 生い立ち
ロヴァスは1927年5月8日、ノルウェー・ブスケルー県のリールにて労働運動に関わっていた父エルンスト・アルベルト・ロヴァスと母ヒルドゥール・ロヴァスの間に生まれた。1934年から1935年にかけてヘッグ小学校（Hegg Elementary School）に通い、1944年春にはドランメン・リアルスコーレ（Drammen Realskole）中学校を卒業。第二次世界大戦中にはナチス・ドイツによるノルウェー占領（1940年〜1945年）を経験し、教育現場におけるナチスの圧力に直面した。1947年にドランメン・ラテン高等学校（Drammen Latin School）を卒業後、翌1948年にノルウェー空軍へ入隊した。
1950年にアイオワ州のルーサー大学でヴァイオリンを学ぶ奨学金を得てアメリカに移住。当初は音楽を専攻していたが、次第に社会学や心理学へと関心を移し、1年で社会学の学士号を取得した。その後、1951年にワシントン大学大学院へ進学し、臨床心理学を専攻。1958年に博士号を取得した。
博士号取得後、ロヴァスはワシントン大学にて助教授代理として3年間在籍。この間、児童発達研究所においてシドニー・W・ビジュー（Sidney W. Bijou）とドナルド・M・ベア（Donald M. Baer
）のもとで研究活動をおこなった。ロヴァスは、ベアを「最も重要な恩師の一人」と語っている。

## 業績
1961年にカリフォルニア大学ロサンゼルス校（UCLA）に着任し、その後の生涯を同校で研究・教育活動に費やした。自閉症児への言語習得の支援に取り組む中で、言語行動が他の行動（社会性、感情、知的能力など）を統御する可能性に注目し、自閉症児への集中的なABAによる介入研究を開始した。
1960年代半ばから1970年代にかけて、自閉症の子どもに対する個別指導を行うプロジェクト「UCLA Young Autism Project」を主導。ABAによる言語指導、模倣行動の習得、自己刺激行動の軽減などに関する一連の研究を発表し、当時主流だった精神分析的アプローチに代わる有効な治療法として注目された。
1987年、ロヴァスは研究論文「Behavioral Treatment and Normal Educational and Intellectual Functioning in Young Autistic Children」を発表した。この研究では、自閉症児に対して週40時間、2〜3年間にわたってABAを集中的に実施した結果、47%の児童が通常学級への在籍が可能な水準に到達したと報告された。これにより、「自閉症は治療不可能である」という従来の通説に初めて科学的に反証が加えられた。

### 嫌悪刺激の使用と倫理的議論
1960〜70年代にかけて、ロヴァスは自己傷害行動に対する電気ショック等の嫌悪刺激の使用にも取り組んでいた。1965年に『Life』誌「Screams, Slaps and Love」にて特集され、その手法に倫理的批判を受けた。1980年代以降は、非嫌悪的手法（positive reinforcement）による介入へと完全に移行している。

### ノルウェーおよび世界への影響
ロヴァスは1969年にオスロ大学で講演をおこなった。この講義をきっかけに、ノルウェー国内でも応用行動分析の理論と実践が紹介されるようになり、ノルウェー行動分析学会（NAFO）設立や、オスロ・アーケシュフース大学での行動分析博士課程設立へとつながった。
北米では、1999年に米国公衆衛生局長官がEIBIを自閉症に対する「実証的治療法」として公式に認めたことを皮切りに、各州が医療保険でのABA支援の制度化を進めた。

### 晩年
1994年にUCLAの名誉教授となり、2003年までその職を務めた。2003年にはABAの包括的な治療マニュアル『Teaching Individuals with Developmental Delays』を出版。アメリカ心理学会（APA）第33部門からの「卓越した研究貢献賞」、第53部門からの「生涯研究功労賞」、第7部門フェロー選出、行動分析学国際協会（ABAI）による「マスメディアにおける行動分析の効果的な発信に対する賞」、エドガー・ドール賞、カリフォルニア州上院賞、名誉博士号、『サイコロジー・トゥデイ』誌による「メンタルヘルスのチャンピオン賞」、およびグッゲンハイム・フェローシップなどを受賞した。
2010年8月2日、カリフォルニア州ランカスターにて83歳で死亡した。

## 著書
- 自閉症児の教育マニュアル　決定版・ロヴァス法による行動分析治療
- Teaching Developmentally Disabled Children: The Me Book
- Teaching Individuals With Developmental Delays: Basic Intervention Techniques
- The autistic child: Language development through behavior modification
- Behavioral treatment of autistic children (University programs modular studies)
- Speaking of Behavior Modification
- Behavioral Research on Autism: Behavior Problems
- Developmentally Disabled Children